# Jens Doberschütz
Jens Doberschütz (* 5. Oktober 1957 in Dresden) ist ein ehemaliger Ruderer aus der DDR. 1980 wurde Doberschütz Olympiasieger im Achter.
Der Ruderer vom SC DHfK Leipzig gehörte 1979 zu einer erfolgreichen Renngemeinschaft vom SC DHfK und vom SC Einheit Dresden. Das Boot mit Bernd Schlufter sowie Walter und Ullrich Dießner sowie Steuermann Lutz Werner gewann zuerst den DDR-Meistertitel und dann auch den Titel bei der Weltmeisterschaft 1979 in Bled. Während die Dießner-Brüder 1980 in einer neuen Besetzung Olympiasieger mit dem Vierer wurden, wechselte Doberschütz 1980 in den DDR-Achter. Bei den Olympischen Spielen 1980 in Moskau gewann der Achter in der Besetzung Bernd Krauß, Hans-Peter Koppe, Ulrich Kons, Jörg Friedrich, Jens Doberschütz, Ulrich Karnatz, Uwe Dühring und Schlagmann Bernd Höing mit Klaus-Dieter Ludwig als Steuermann mit fast drei Sekunden Vorsprung auf die zweitplatzierten Briten. Für diesen Erfolg wurde er mit dem Vaterländischen Verdienstorden in Silber ausgezeichnet. 1981 wechselten Doberschütz und Koppe in den Vierer ohne Steuermann und wurden zusammen mit Uwe Gasch und Klaus Büttner Weltmeisterschaftsdritte in München. 1982 saßen Koppe und Doberschütz wieder im DDR Achter und wurden in Luzern Vizeweltmeister. 1983 wurde Doberschütz mit dem Vierer ohne Steuermann noch einmal Weltmeisterschaftsvierter.
Doberschütz ist Diplom-Sportlehrer und eröffnete nach der Wende in der DDR ein Fitness-Studio in Leipzig, daneben ist er als Rudertrainer tätig. Der Ruderer Johannes Doberschütz ist der Sohn von Jens Doberschütz. Die Ruderolympiasiegerin Gerlinde Doberschütz ist die Frau seines Bruders Sven.